# Christina Crosby
Christina Crosby (2 de setembro de 1953 – 5 de janeiro de 2021) foi uma estudiosa e escritora americana. Ela nasceu em Huntingdon, Pensilvânia.
Seus trabalhos eram sobre literatura britânica do século XIX e estudos sobre deficiência. Ela foi a autora de The Ends of History: Victorians and "The Woman's Question" e A Body, Undone, um livro de memórias sobre sua vida depois que ela ficou paralisada em um acidente de bicicleta em 2003.
Ela passou sua carreira na Wesleyan University, onde foi professora de inglês e de estudos feministas, de gênero e sexualidade. Crosby, uma feminista, também era abertamente lésbica.
Crosby morreu em 5 de janeiro de 2021 em sua casa em Middletown, Connecticut, de câncer pancreático, aos 67 anos.